# البيت الأزرق

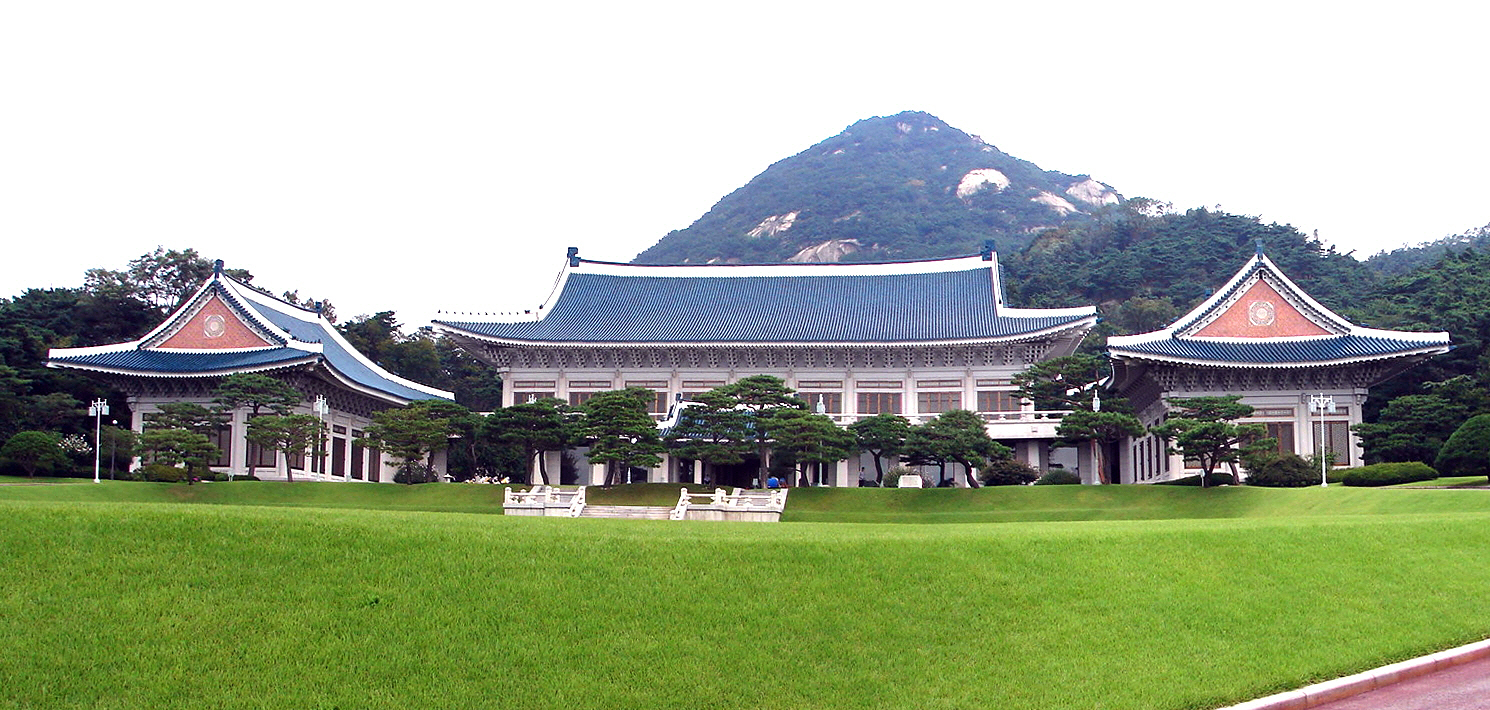
مكتب استقبال البيت الأزرق في أغسطس 2010 م.

البيت الأزرق (بالكورية: 청와대، حرفياً «البلاط الأزرق») هو المكتب التنفيذي والمقر الرسمي لرئيس دولة كوريا الجنوبية، ويقع في العاصمة سيئول، البيت الأزرق هو في الواقع عبارة عن مجمع مباني، معظمها مبني على الطراز المعماري الكوري التقليدي مع بعض العناصر الحديثة.
البيت مبني على موقع الحديقة الملكية لمملكة جوسون التي حكمت منذ حوالي 1392 إلى 1897 م، البيت الأزرق يتكون الآن من قاعة المكتب الرئاسي (هانغول: 본관؛ هانغا: 本馆)، والمقر الرئاسي، وبيت ضيافة الدولة (هانغول: 영빈관 ؛ هانغا: 迎宾馆)، وقاعة الصحافة (هانغول: 춘추관؛ هانغا: 春秋 馆) ومبانى الأمانة.
المجمع بأكمله يغطي ما يقرب من 250,000 متر مربع الذي يساوي تقريباً 62 فداناً.

## التاريخ
كان موقع تشيونگ واداى عبارة عن فيلا ملكية التي بناها الملك سوكجونغ (الذي حكم منذ 1095م إلى 1105م) في عام 1104م.

## صور

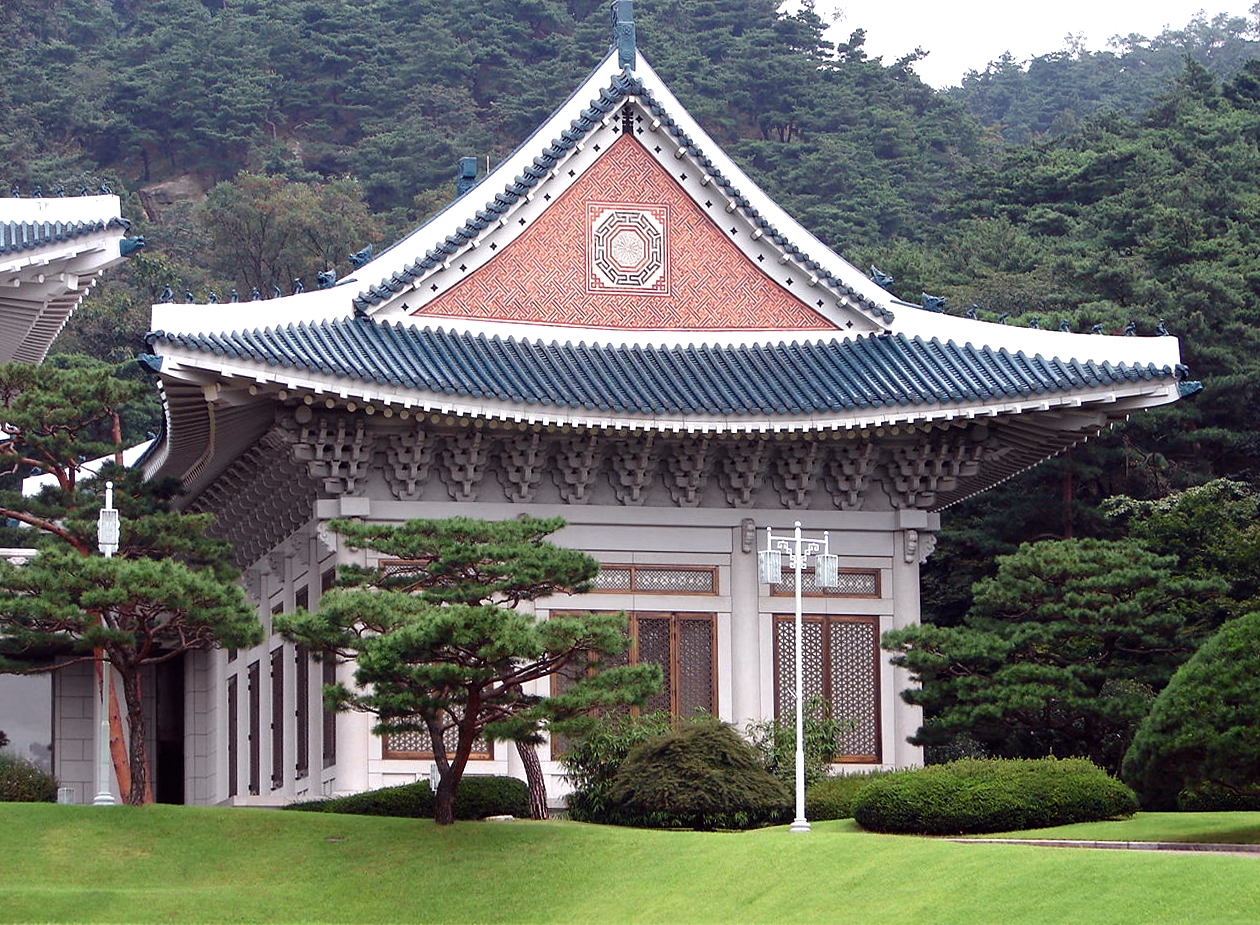
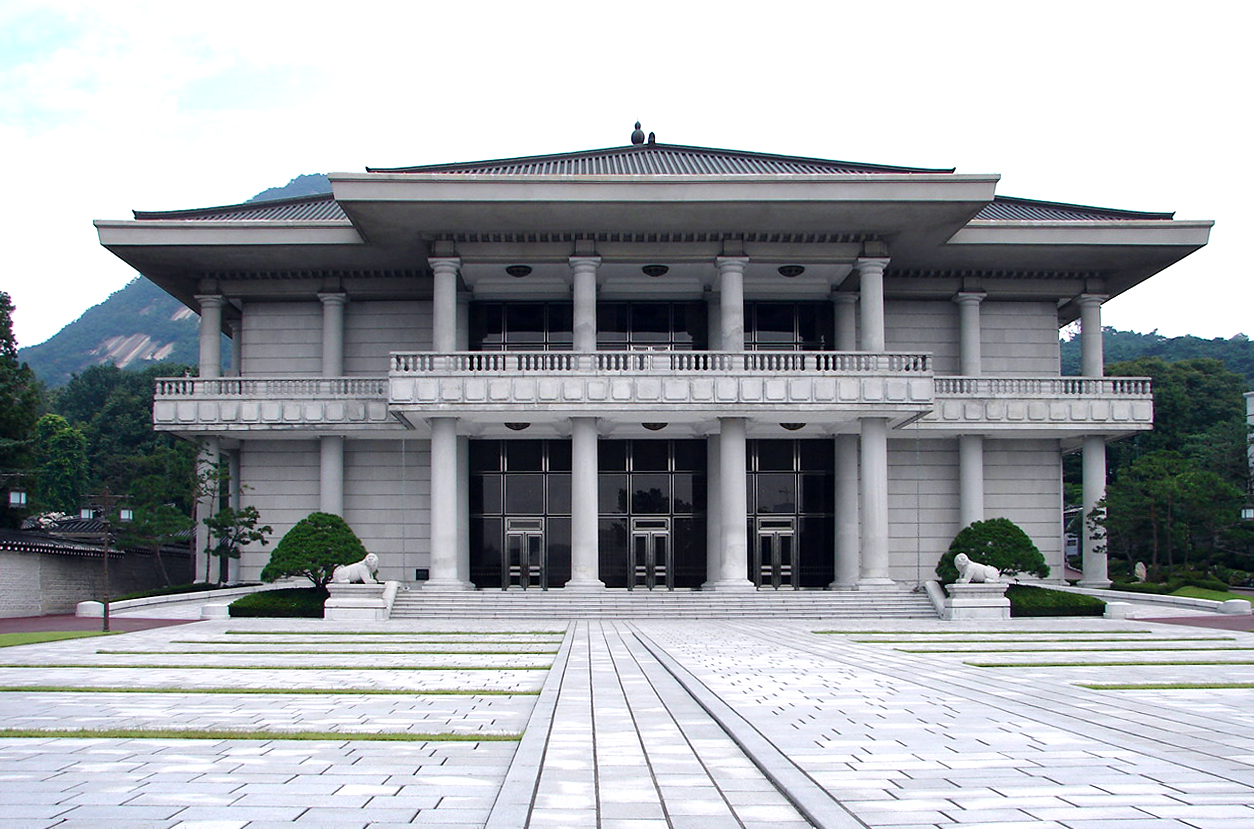
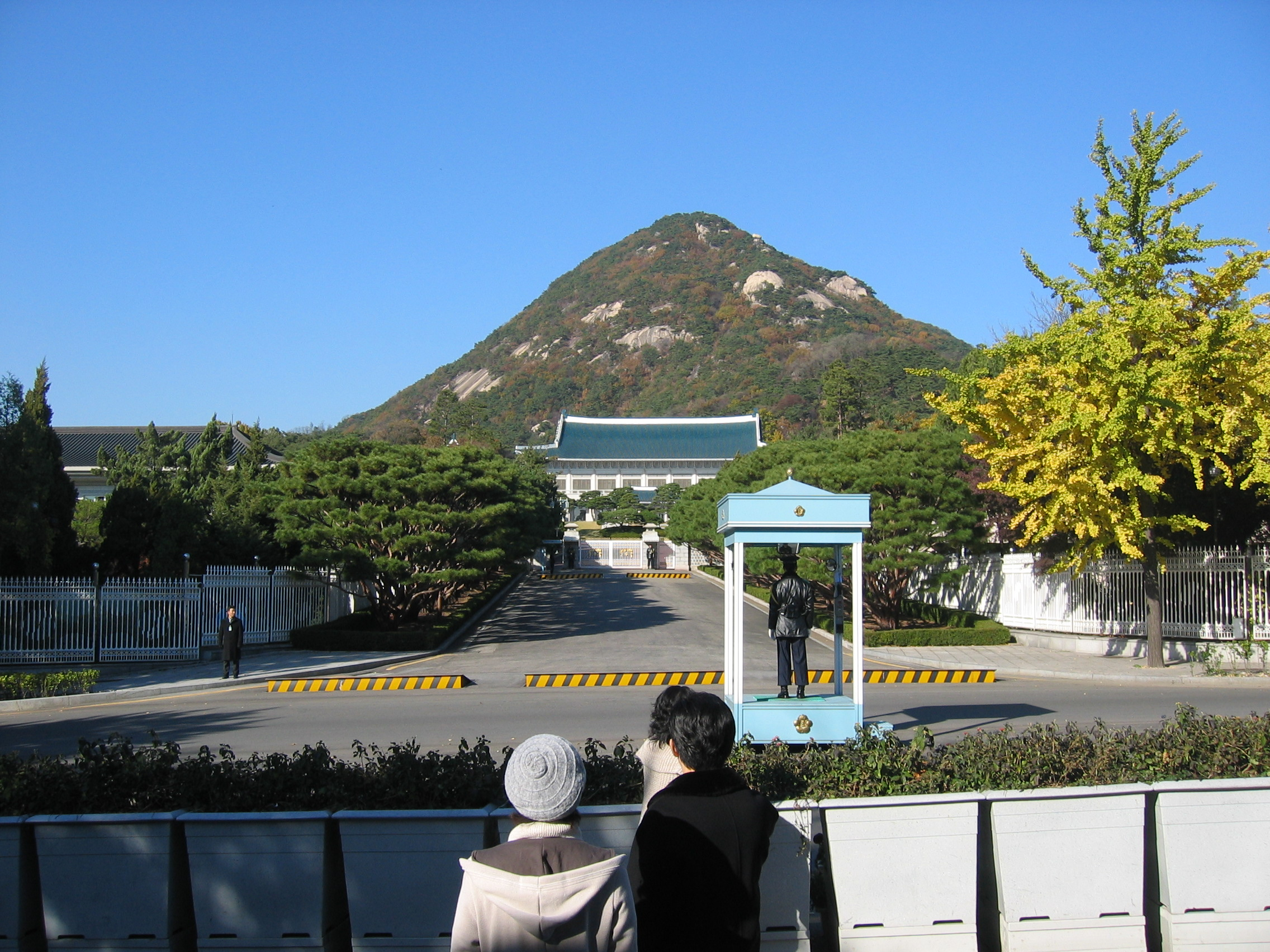
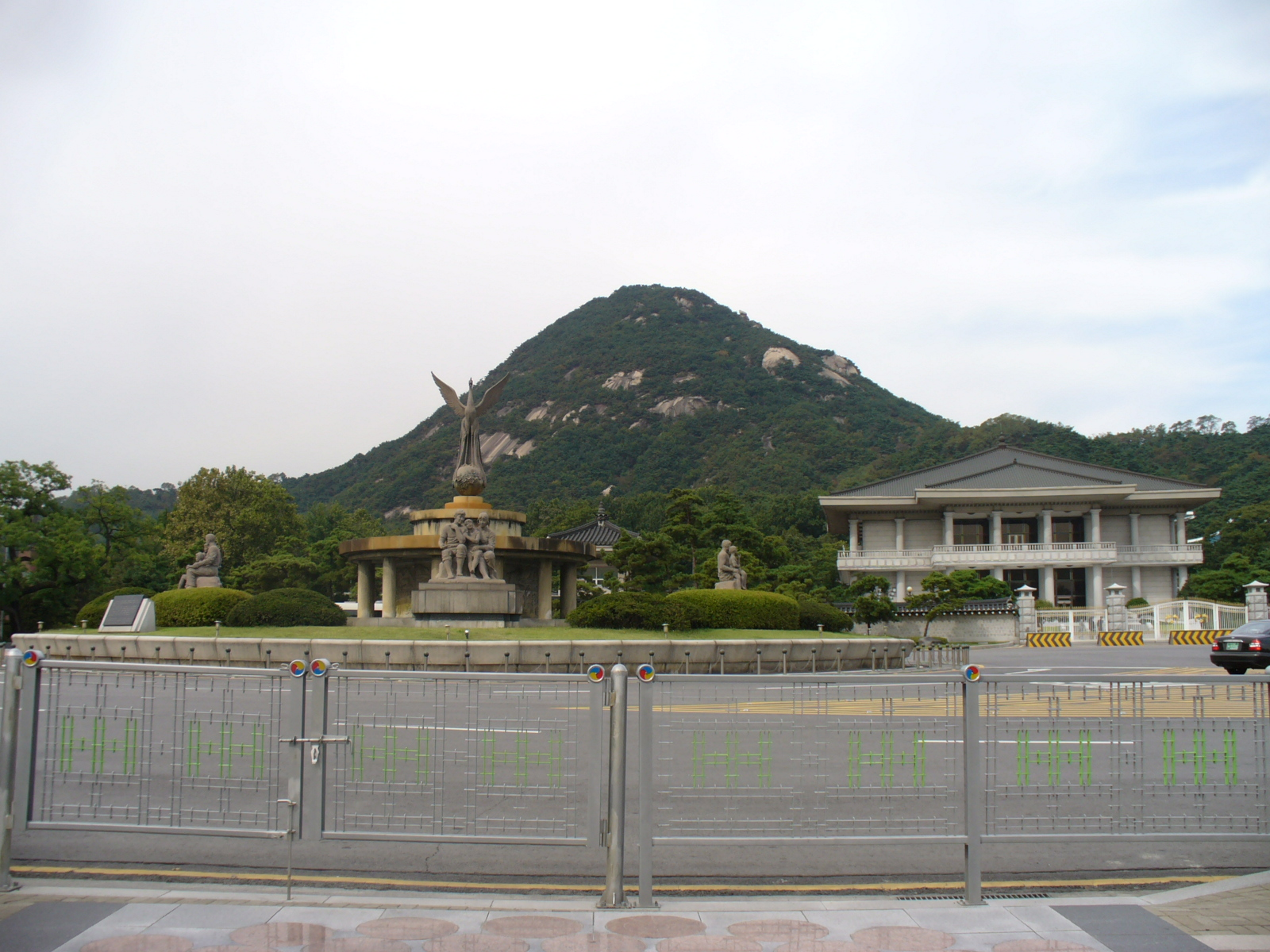
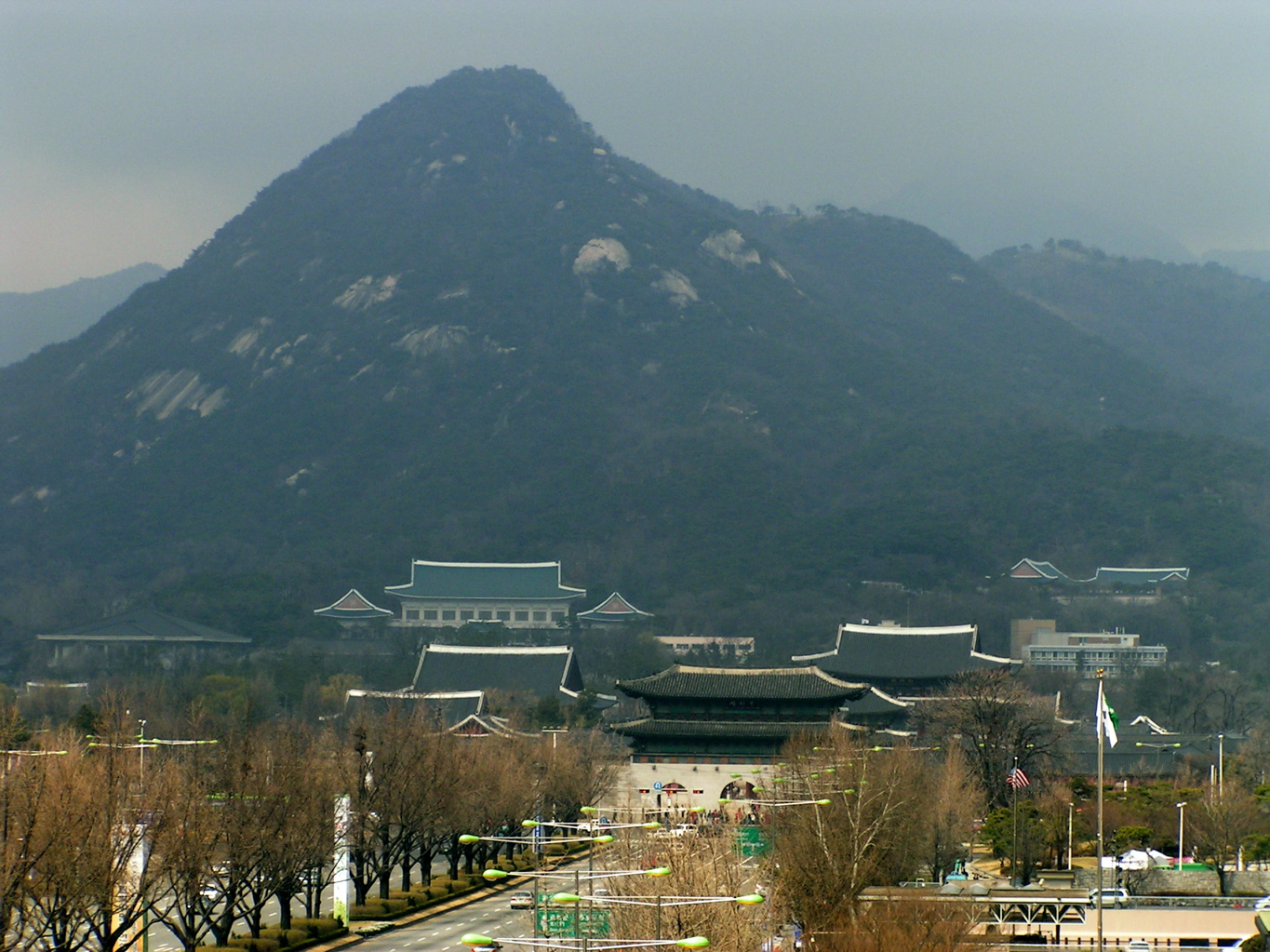
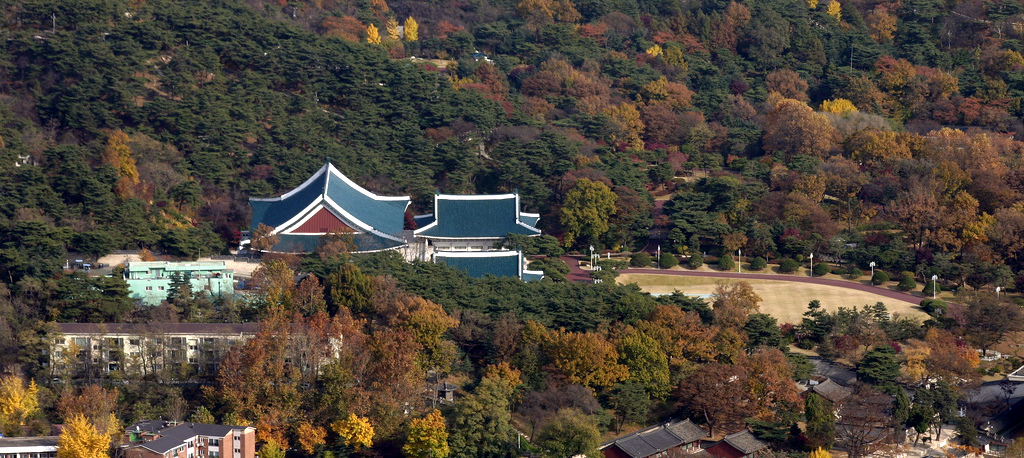
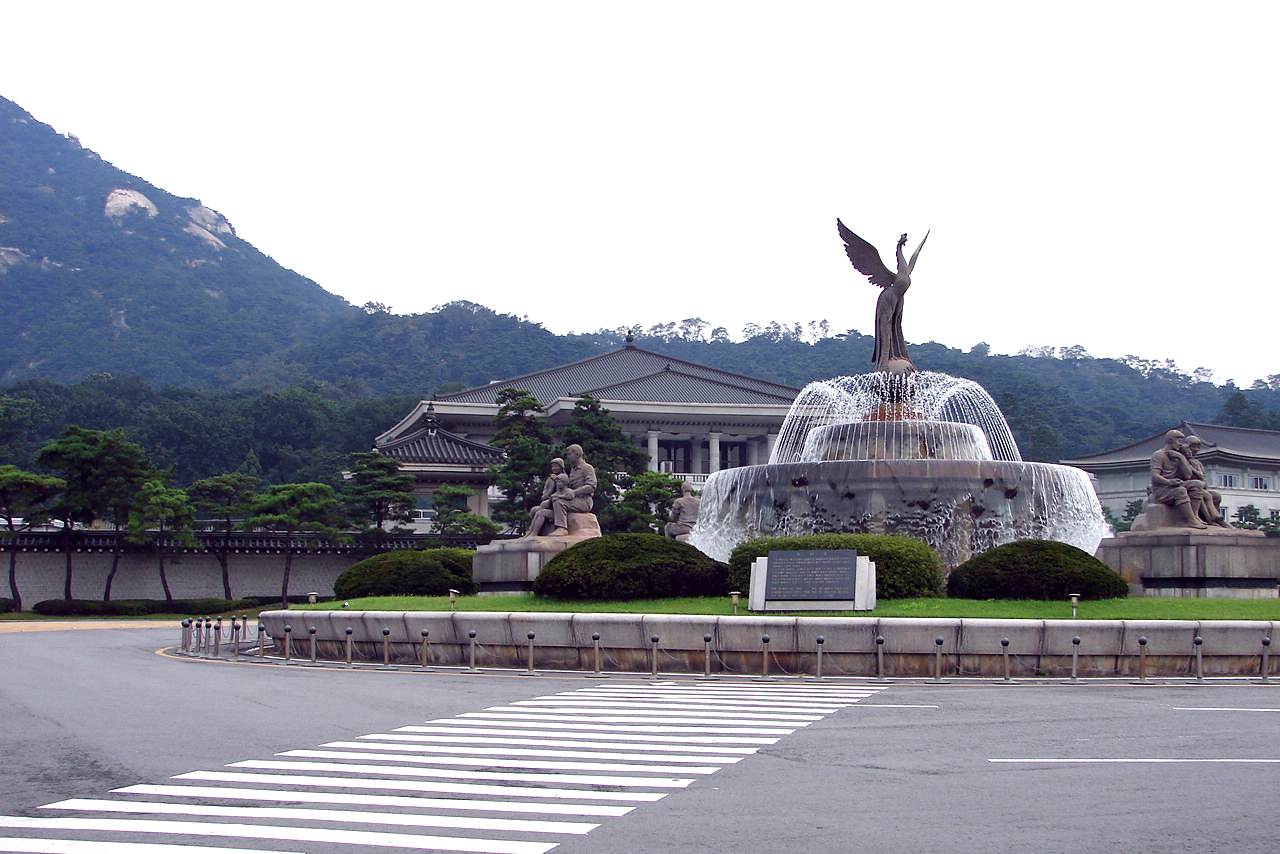
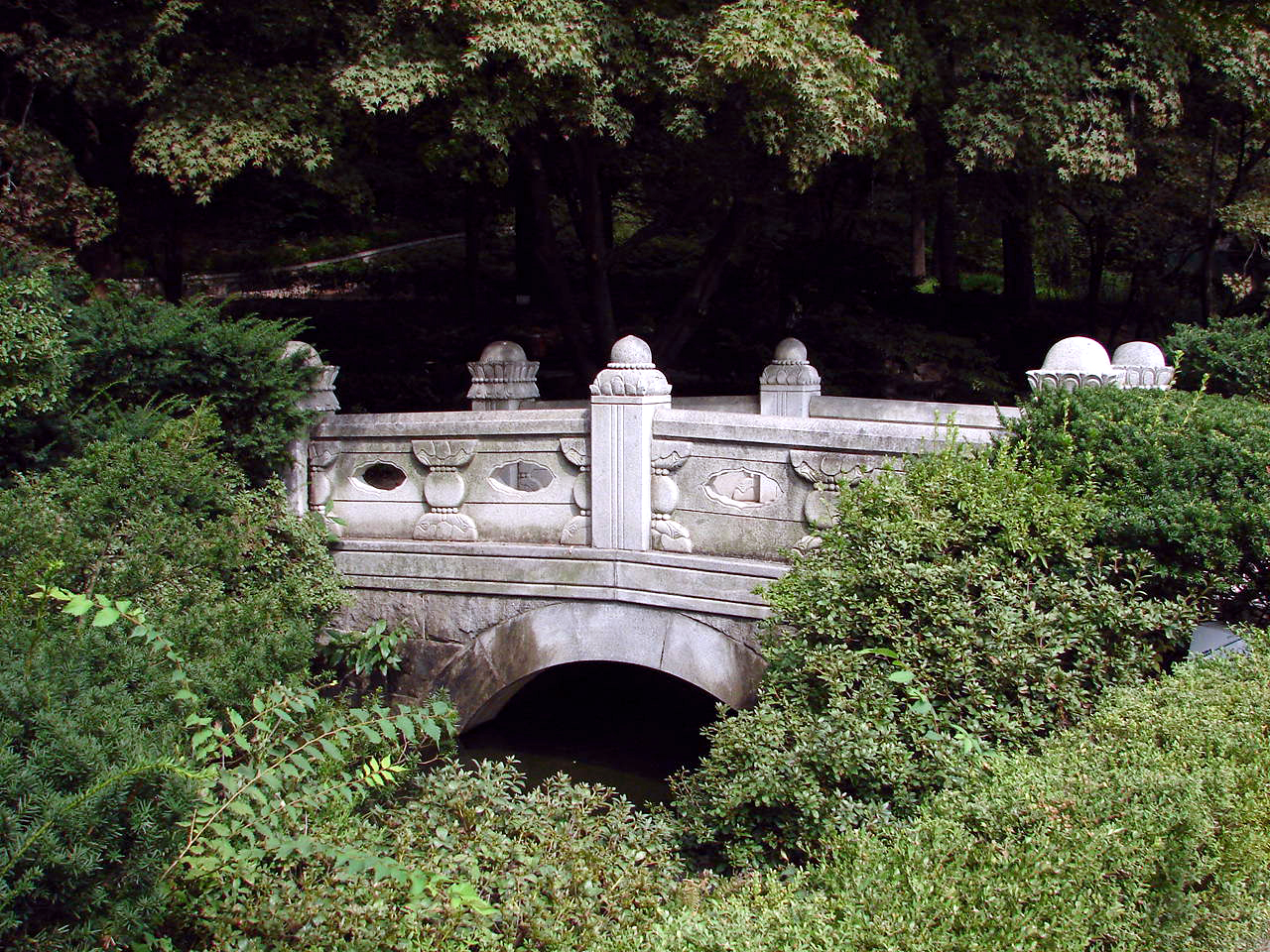
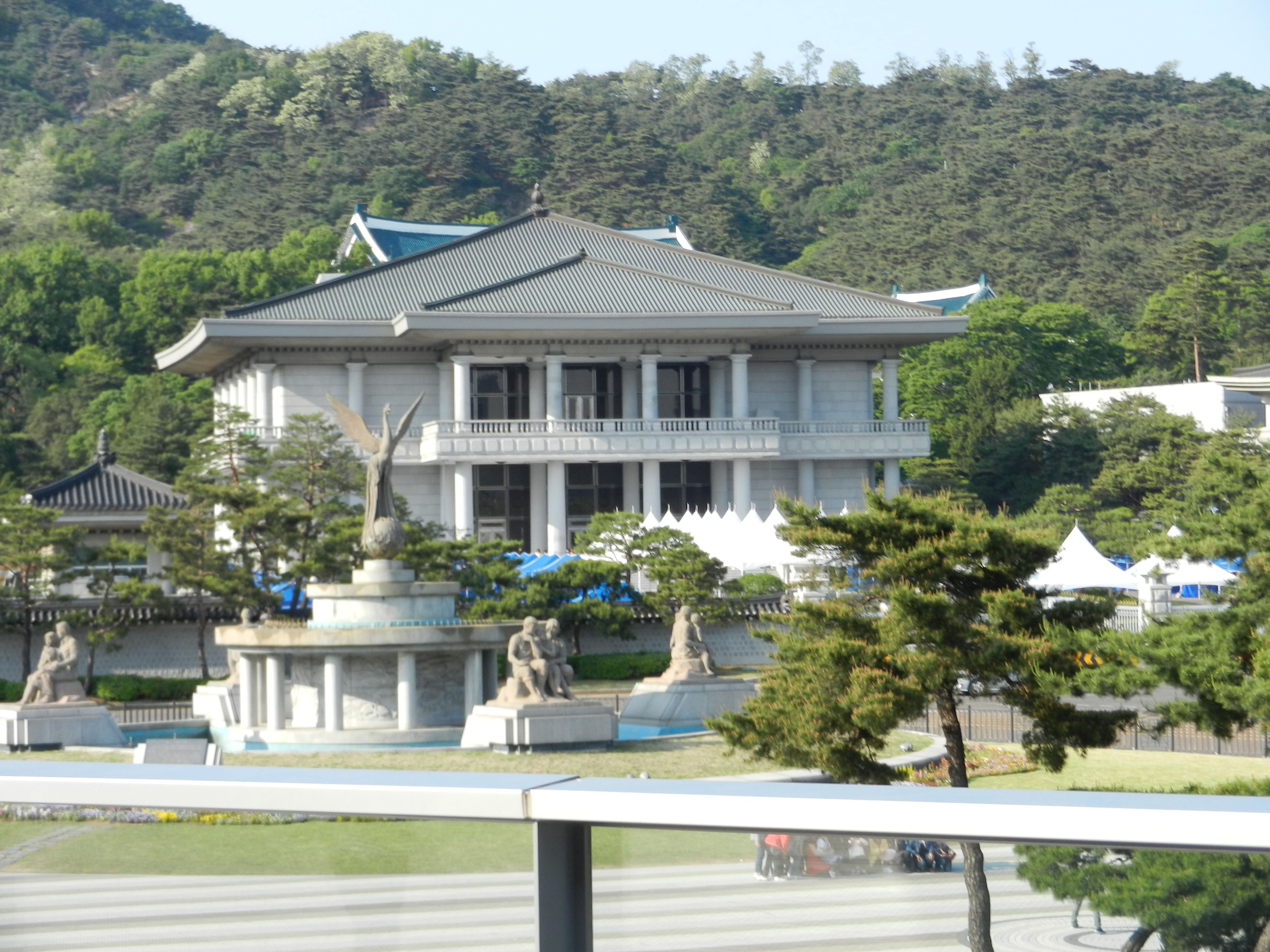
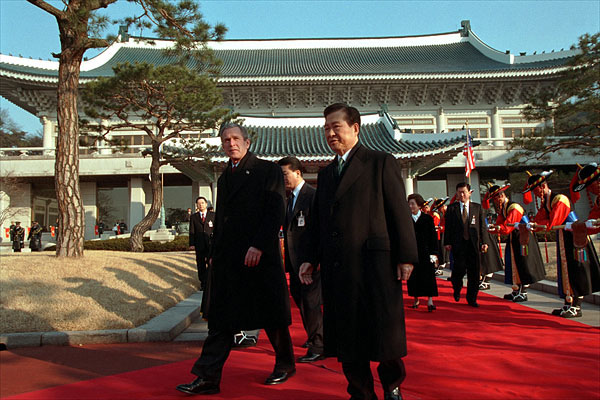